# Shambling Bull-Maler
Der Shambling Bull-Maler war ein mit einem Notnamen bezeichneter antiker griechischer Vasenmaler, der seine Werke im korinthisch-schwarzfigurigen Stil verzierte. Er arbeitete während der Übergangszeit vom orientalisierenden zum schwarzfigurigen Stil (von 640 bis 625 v. Chr.). Er bemalte vor allem Aryballoi, bekannt ist vor allem ein Aryballos mit einer Jagdszene.